# Fucus radicans
Fucus radicans, smaltång, är en brunalgart i familjen Fucaceae. Namnet kommer från latin och betyder "att slå rot", vilket syftar på artens tendens att reproducera genom att slå rot med sina avrivna delar. Arten beskrevs första gången av Lena Bergström och Lena Kautsky 2005 i en lokal i Ångermanland, Sverige. Den växer i brackvatten och är endemisk till Östersjön.

Karta över Östersjön där Smaltång växer.

Arten har förmodligen divergerat från den närbesläktade arten Fucus vesiculosus,blåstång, under de senaste 400 åren. Oftast förökar den sig genom vegetativ förökning, vilket kan ha bidragit till den snabba uppkomsten som en ny art. Genetiska analyser stödjer hypotesen att den har divergerat från Fucus vesiculosus genom sympatrisk utbredning eftersom de två arterna för närvarande bebor samma halvmarina habitat.